# 小行星5923
小行星5923（英語：5923 Liedeke）是一颗围绕太阳公转的小行星。1992年11月26日，太空监视在基特峰发现了此天体。
这颗小行星的绝对星等为131.0690272440478等。